# Joana Mallwitz – Momentum
Joana Mallwitz – Momentum ist ein deutscher Dokumentarfilm aus dem Jahr 2024 von Regisseur Günter Atteln über die namensgebende Dirigentin. Der Film kam am 16. Mai 2024 in die deutschen Kinos.

## Inhalt
Der Film beginnt mit einer Szene, in der die Dirigentin Joana Mallwitz zu Hause in der Stille Partituren vorbereitet. Nach dem Intro wird Mallwitz durch eine Moderatorin im ZDF-Morgenmagazin als „Dirigentin in einer Männerdomäne“ vorgestellt. Anschließend sieht man sie bei einem Auftritt im Konzerthaus Berlin. Kurz vor ihrem Orchestereinsatz wird abgeblendet und der Film springt zwei Jahre zurück nach Nürnberg. Von nun an wird die Geschichte chronologisch erzählt, bis sich am Ende der Kreis dramaturgisch wieder schließt.
Zuerst sieht man Joana Mallwitz in Nürnberg, wie sie nach der Geburt ihres Kindes verschiedene Projekte vorbereitet und eine Probe mit der Staatsphilharmonie Nürnberg leitet. Von 2018 bis 2023 war sie dort Generalmusikdirektorin am Staatstheater. In einer Rückblende werden mit Archivbildern Episoden aus ihrer Kindheit und Jugend gezeigt. Dabei verweist Mallwitz auf die große Bedeutung von Schuberts Sinfonie in h-Moll („Unvollendete“), die sie als wesentliche Motivation bezeichnet, Dirigentin geworden zu sein. 
Im Laufe des Films ist Joana Mallwitz in unterschiedlichen Städten bei Gastspielen mit Spitzenorchestern in Europa zu erleben, darunter das Symphonieorchester des Bayerischen Rundfunks, die Wiener Philharmoniker bei den Salzburger Festspielen sowie das Royal Concertgebouw Orchestra Amsterdam. Nach einer Pressekonferenz in Berlin wird ihr in einem Interview mit dem RBB die Frage gestellt, wie es sich für sie anfühlt, als einzige Chefdirigentin ein Berliner Orchester zu leiten. 
Der Film endet mit dem Antrittskonzert von Joana Mallwitz als Chefdirigentin und Künstlerische Leiterin des Konzerthausorchester Berlin, bei dem sie die 1. Sinfonie von Gustav Mahler dirigiert. In der Schlussszene sieht man sie eng umschlungen mit ihrem Mann auf der Terrasse vor dem Konzerthaus in Berlin.

## Produktion
Der Film wurde von der Accentus Music GmbH produziert und vertrieben. Der Verleiher ist déjà-vu Film UG.
Der Film feierte beim DOK.fest München am 5. Mai 2024 seine Premiere in der Sektion „DOK.music“. Zudem lief der Film beim Filmfestival Krakow Ende Mai 2024 im Wettbewerb „International DocFilmMusic Competition“.
Der bundesweite Kinostart war am 16. Mai 2024. In den ersten beiden Wochen belegte der Film Platz 2 der Arthouse-Charts, sortiert nach Besuchen pro Kino.
Im Februar 2025 veröffentlichte Arte Teile des Films als einstündige Dokumentation unter dem Titel Joana Mallwitz - Dirigentin: Der Weg nach Berlin.

## Rezeption
In den Tagesthemen vom 15.05.24 wird der Film als „gelungene Nahaufnahme“ bezeichnet.
Ulrich Möller-Arnsberg für BR-Klassik: „Günther Atteln hat einen großartigen Film abgeliefert, der all das zeigt. Joana Mallwitz ganz privat, Joana Mallwitz mitten drin in der Musik, den Orchestern um sie rum. Und Joana Mallwitz, die ihre Musik beredt erklären kann: Sehenswert, emotional, berührend.“
Walli Müller vom NDR: „So versteckt sich im Dirigentinnen-Porträt – ganz ungeahnt – eine wunderschöne Liebesgeschichte. [...] Und nur ein Konzert unter ihrer Leitung könnte vielleicht noch mehr Freude bereiten als dieser erfrischend ungekünstelte Kinoauftritt.“
Christiane Peitz vom Tagesspiegel stellt fest: „Momentum zeigt allerdings, dass es gar nicht darum geht, als Frau den Männern nachzueifern, sondern darum, den eigenen Weg zu gehen. Mallwitz macht keinen Hehl darauf, dass sie von Natur aus schüchtern ist und Räume voller Menschen nicht mag. Trotzdem entschied sie sich für diesen Beruf, mit dem sie sich ständig in Räumen voller Menschen exponieren muss – und ist Deutschlands erfolgreichste Dirigentin geworden.“
Kirsten Liese äußert sich für den SWR kritisch: „Insofern mag sich der musikalisch vorgebildete Zuschauer fragen, welche Qualitäten denn die Dirigentin nun eigentlich auszeichnen. Der Film „Joana Mallwitz – Momentum“ weiß darauf keine Antwort, er sucht sie allerdings auch nicht. Das liegt vor allem daran, dass Atteln keinen Blick von außen auf seine Protagonistin zulässt. Nicht einer der zahlreichen Orchestermusiker, mit denen Mallwitz in Proben und Konzerten zu erleben ist, kommt zu Wort.“
3sat Kulturzeit (Sendung vom 15.05.24): „,Momentum‘ heißt der außergewöhnlich intime Porträt-Film über eine außergewöhnliche Musikerin [...]. Er zeigt eine Dirigentin, die sich einem Star-Rummel entzieht, für die das Vertrauen und die Arbeit mit den Musikern wichtiger ist als jeder Preis, die Musik förmlich atmet – wie man in einer mehr als drei Minuten langen Szene, die nur sie allein beim Dirigieren einer großen Oper zeigt, sehen, hören, fühlen kann. Eine Umarmung.“